# Dennis Donkor
Dennis Donkor (Antwerpen, 15 juli 1991) is een Belgische basketballer.

## Carrière
Donkor startte zijn professionele carrière bij de Port of Antwerp Giants in 2008. Hij speelde vaak als invaller maar nooit als basisspeler en vertrok naar Limburg United in zijn eerste seizoen bij Limburg mocht hij enkele keren starten maar ook hier moest hij het vaak doen met invalbeurten. In 2016/17 speelde hij een seizoen voor Kangoeroes Mechelen waar hij het hele seizoen starter was en vertrok op het einde van het seizoen terug naar de Telenet Giants Antwerp waar hij sindsdien speelt.
Hij is recordhouder met meeste wedstrijden voor de Antwerp Giants, in 2021 ging hij met 295 wedstrijden voorbij Roel Moors. In juli 2022 maakte hij bekend dat hij zich ging toeleggen op het 3x3-basketbal en ging spelen voor Team Antwerp.

## Palmares
- Beker van België: 2018/19, 2019/20

### World Tour
- 2022:  WT Cebu